# 車永哲
車永哲， 男 ，中國軍事、政治人物、中共黨員，海軍少將。

## 生平
歷任北海艦隊某基地長城200號潛艇艇長、海軍某試驗試航基地司令員、北海舰队潜艇艇长、寧夏軍區少將司令員

## 晉升軍銜
2019年12月12日，車永哲晉升為海軍少將軍銜